# Biston griseata
Biston griseata là một loài bướm đêm trong họ Geometridae.